# We Started Nothing
We Started Nothing è l'album d'esordio del gruppo musicale britannico indie/elettronico The Ting Tings, pubblicato il 19 maggio 2008.
Il disco è stato diffuso sul web due giorni prima della pubblicazione ufficiale.
That's Not My Name e Great DJ erano già state pubblicate nel 2007.
La traccia Shut Up and Let Me Go è stata utilizzata dalla Apple per uno spot pubblicitario per l'iPod.

## Tracce
1. Great DJ – 3:23
2. That's Not My Name – 5:11
3. Fruit Machine – 2:54
4. Traffic Light – 2:59
5. Shut Up and Let Me Go – 2:52
6. Keep Your Head – 3:23
7. Be the One – 2:58
8. We Walk – 4:04
9. Impacilla Carpisung – 3:41
10. We Started Nothing – 6:22

## Formazione
- Katie White - voce e chitarra
- Jules De Martino - voce e percussioni